# 圣多默宗徒堂 (阿斯科利皮切诺)

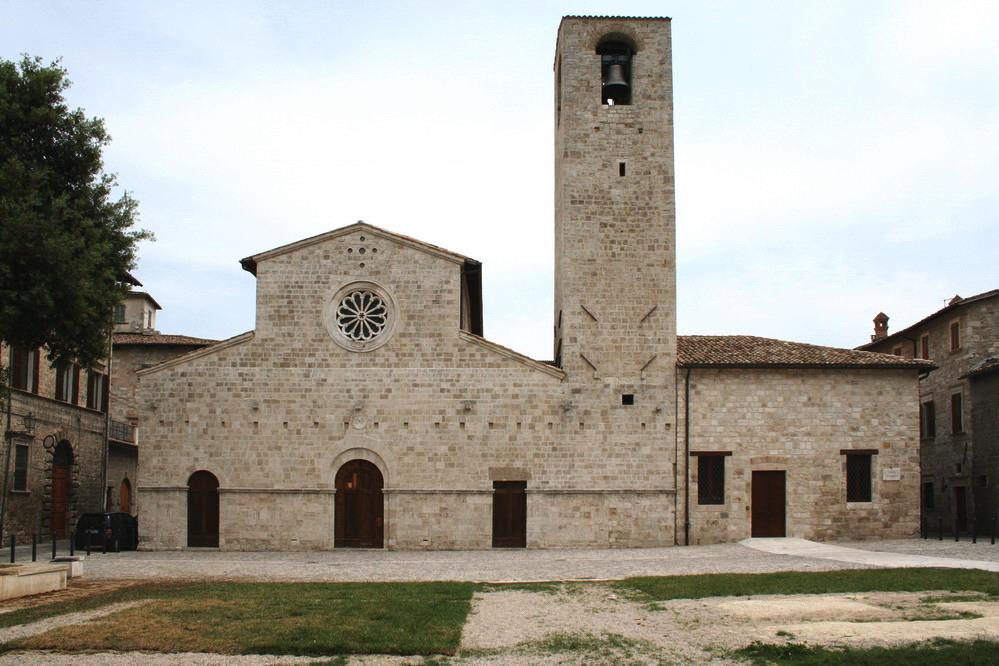
圣多默宗徒堂

圣多默宗徒堂（義大利語：San Tommaso Apostolo）是一座罗马式和哥特式建筑风格的罗马天主教堂，位于意大利马尔凯大区阿斯科利皮切诺镇。
大约在 1064 年，贝尔纳多二世主教推动建造了这座教堂。简朴的立面用洞石砌筑，有三个中殿，龕楣和玫瑰窗。右边是方形底座的钟楼（1283）。教堂采用巴西利卡布局，中殿和侧廊用壁柱隔开，有些来自公元前一世纪的古罗马圆形剧场，剧场的位置就在教堂前的广场。
许多中殿的壁柱都有湿壁画，包括奥菲达大师的《牛奶圣母》（14世纪）和《加冕的圣母与圣婴》（1298年）。18世纪使用洞石建造了许多侧祭坛。正祭台有16 世纪的镀金木帐幕，形状像八角形的圣坛。教堂内有一组大理石雕塑群（17世纪），系拉扎罗·焦萨法蒂和朱塞佩·焦萨法蒂雕刻的《圣母、圣婴与圣多默宗徒和圣史若望》。 